# Guwo (Kemusu)
Guwo is een bestuurslaag in het regentschap Boyolali van de provincie Midden-Java, Indonesië. Guwo telt 3096 inwoners (volkstelling 2010).